# Plesionika willisi
Plesionika willisi är en kräftdjursart som först beskrevs av L. H. Pequegnat 1970.  Plesionika willisi ingår i släktet Plesionika och familjen Pandalidae. Inga underarter finns listade i Catalogue of Life.